# Facultad de Bellas Artes (Universidad de Granada)
La Facultad de Bellas Artes de Granada es un centro docente universitario español perteneciente a la Universidad de Granada, dedicado a la docencia e investigación de los estudios de bellas artes.
Desde los años noventa se encuentra situada en el Campus de Aynadamar, habiendo estado previamente en el campus universitario de la Cartuja.

## Docencia
Actualmente en la Facultad de Bellas Artes de la Universidad de Granada se imparten los siguientes estudios universitarios oficiales:
- Grado en Bellas Artes
- Grado en Restauración y Conservación de Bienes Culturales
- Máster Universitario en Artes Visuales y Educación
- Máster Universitario en Dibujo: Creación Artística, Producción y Difusión
- Máster Universitario en Producción e Investigación en Arte
- Máster Universitario en Formación del Profesorado de ESO y Bachillerato (especialidad en dibujo, imagen y artes plásticas)

Asimismo, su máster propio en museología está calificado como mejor máster español en su campo.

## Instalaciones
La Facultad consta de cuatro módulos en el Campus de Aynadamar y otro más en avenida de Andalucía.
En Aynadamar se encuentra el edificio principal, donde están secretaría, decanato, salón de actos y grados y biblioteca, además de impartirse las clases teóricas, de pintura, dibujo, etc. 
El segundo módulo es el antiguo edificio de escultura, en que aún es utilizado el taller de metales, aparte de la cafetería de la Facultad. 
En el tercer módulo se encuentra todo lo relacionado con las nuevas tecnologías, audiovisuales, fotografía... 
El cuarto módulo es el nuevo edificio de escultura, inaugurado el 22 de marzo de 2023, que posee ocho aulas para efectuar los diferentes procesos escultóricos que se cubren en la facultad. 
Por último, en avenida de Andalucía se encuentra el edificio de Conservación y Restauración de Bienes Culturales, sede de la facultad donde se localizan las clases de restauración y conservación, aparte de impartirse cursos y otras utilidades.
Dado el alto grado contaminante de los materiales usados en los talleres de la Facultad (químicos, disolventes, pinturas, etc.), el centro cuenta con un sistema de gestión medioambiental para su eliminación o reciclaje.